# Wassili Andrejewitsch Trochimtschuk
Wassili Andrejewitsch Trochimtschuk (russisch Василий Андреевич Трохимчук; * 30. Oktober 1949 in Uschomyr; † 28. September 1998 in Sankt Petersburg) war ein sowjetisch-russischer Bildhauer und Hochschullehrer.

## Leben
Nach dem Mittelschulbesuch und dem Dienst in der Sowjetarmee studierte Trochimtschuk ab 1970 am Uschinski-Pädagogik-Institut Odessa in der Fakultät für Kunst und Grafik. 1974 gab er das Studium in Odessa auf, um an der Leningrader Muchina-Kunst-Gewerbe-Hochschule (seit 2006 St. Petersburger Stieglitz-Kunst-Gewerbe-Akademie) in der Abteilung für Monumental-Bildhauerei weiterzustudieren.
1982 ließ sich Trochimtschuk eine Arbeitsstelle in Omsk zuteilen, nachdem Vertreter der Omsker Architektur-Verwaltung in Leningrad den Absolventen der Muchina-Kunst-Gewerbe-Hochschule die guten Arbeitsmöglichkeiten in Omsk vorgestellt hatten. Sogleich konnte er in Omsk eigenständig arbeiten, so dass er im Verlauf von 14 Jahren eine Vielzahl von großen Skulpturen für die Stadt Omsk schuf.
Trochimtschuks erstes bedeutende Werk war die Gestaltung des Eingangsportals des neuen Omsker Geschichtsmuseums Tor der Geschichte – Tor der Moderne (1982). Die vielen einzelnen quadratischen Kupfer-Galvanoplastik-Elemente stellen Bergleute, Ärzte und Wissenschaftler dar, die die Geschichte des Landes symbolisieren. 1983 fertigte er das monumentale Relief zur
Geschichte des Verkehrs im zentralen Saal des Omsker Postamts an.
Für die neue Omsker Staatliche Puschkin-Wissenschaftsbibliothek begann Trochimtschuk 1982 als Projektleiter mit der Arbeit für die acht 3,5 m hohen Statuen der die russische Geschichte bestimmenden Personen Jaroslaw der Weise, Sergius von Radonesch, Andrei Rubljow, Nikolai Karamsin, Michail Lomonossow, Michail Glinka, Konstantin Ziolkowski und Alexander Puschkin, dem hier die zentrale Rolle zugeordnet wurde. Die Puschkin- und Rubljow-Statuen schuf Trochimtschuk selbst, während die übrigen sechs Statuen von den Leningrader Bildhauern M. M. Jerschow, L. J. Kalibaba und W. I. Jerjomin gestaltet wurden. Zunächst wurden Gipsmodellstatuen geformt, nach denen dann im Leningrader M.-Thorez-Kunstproduktionskombinat die Statuen aus geschmiedetem patiniertem Kupfer angefertigt wurden. Die Statuen wurden im Frühjahr 1993 in Nischen der Hauptfassade aufgestellt. In entsprechender Weise wurde für die Seitenfassade ein 30 m langes Relief in Leningrad angefertigt und in Teilen mit der Eisenbahn nach Omsk gebracht. In diesem Projekt arbeitete Trochimtschuk viel in Leningrad, wo er auch heiratete und eine Tochter und einen Sohn bekam.
Trochimtschuks letztes Werk in Omsk war das Denkmal Derschawa zur Erinnerung an die Gründung Omsks in Form einer Kugel von 7 m Durchmesser. Allerdings konnte die Kugel wegen mangelnder finanzieller Mittel nicht vollständig fertiggestellt werden. Metall  wurde durch Glasfaserkunststoff  und das umlaufende Relief durch ein Gemäldeband ersetzt. Das Denkmal wurde 1997 an der Stelle aufgestellt, an der Iwan Buchholz aus der kurländischen Adelsfamilie Buchholtz 1716  die Grenzfestung Omsk errichtet hatte.
1996 verließ Trochimtschuk Omsk. Er ließ sich in St. Petersburg nieder und lehrte an der Muchina-Kunst-Gewerbe-Hochschule. Er war Mitglied der Vereinigung der Künstler der UdSSR/Russlands seit 1985.
Tochimtschuk starb am 28. September 1998 in St. Petersburg an einem Schlaganfall und wurde in Puschkin begraben.

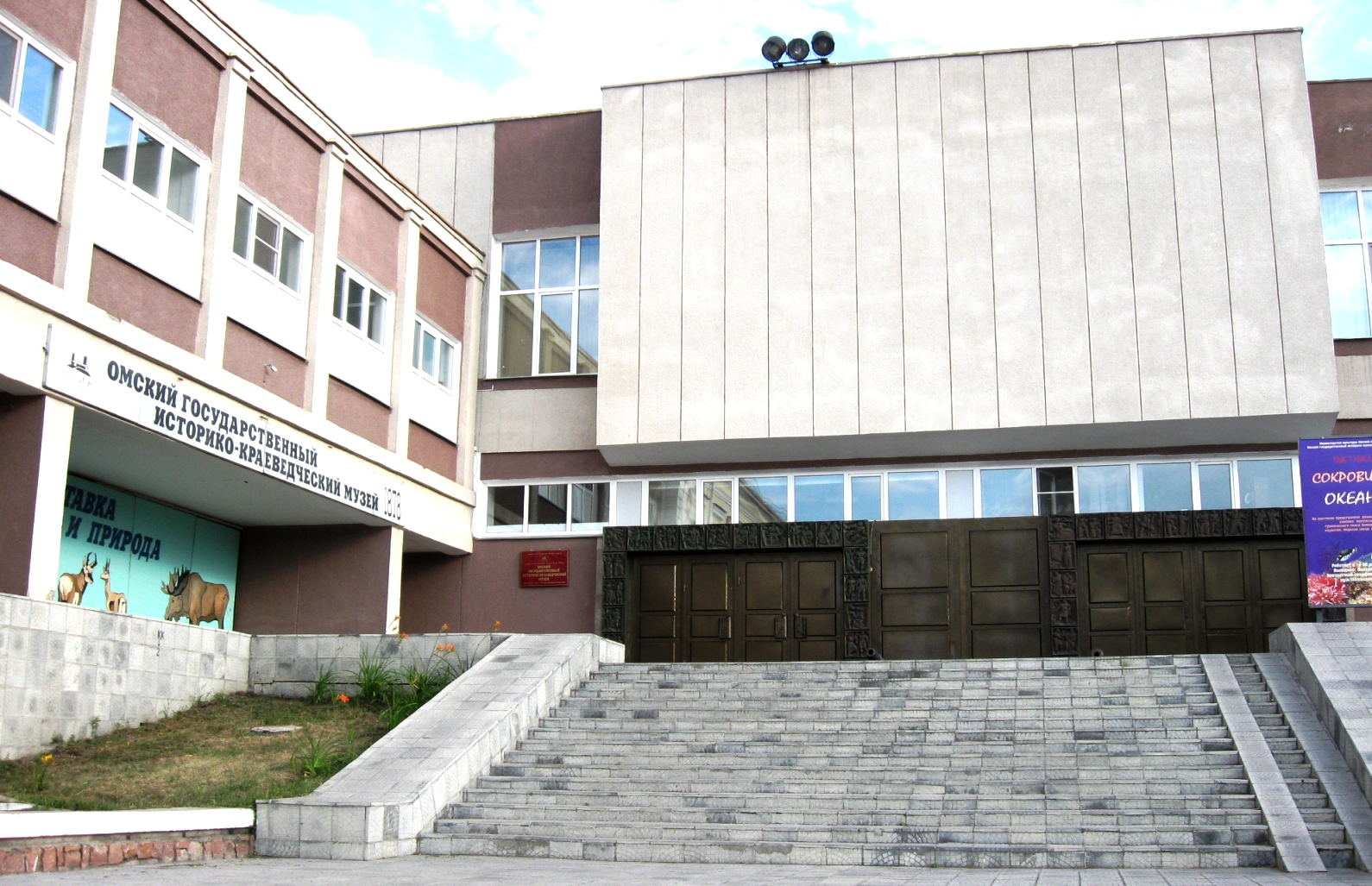
Eingangsportal des Omsker Geschichtsmuseums
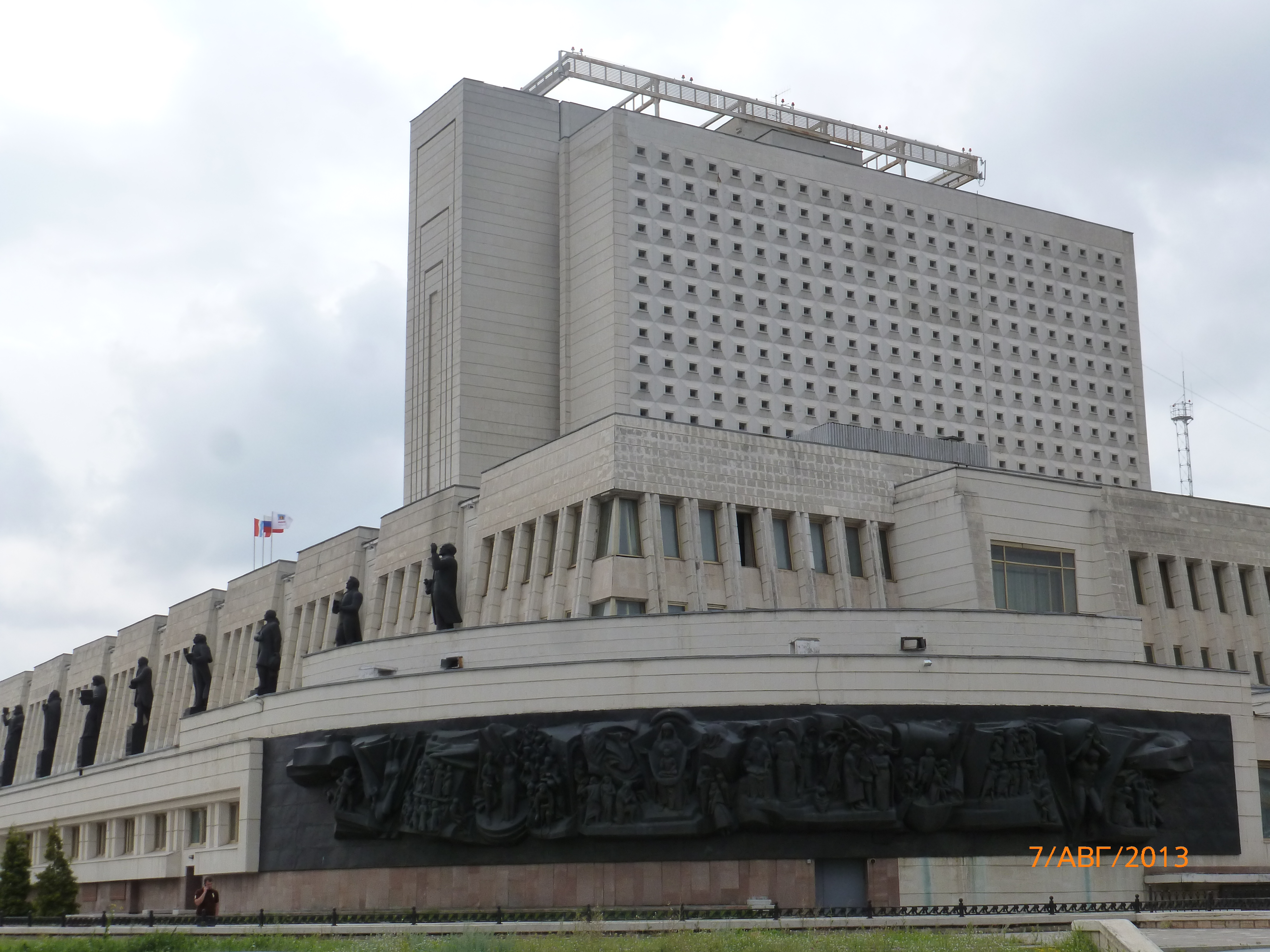
Omsker Puschkin-Wissenschaftsbibliothek
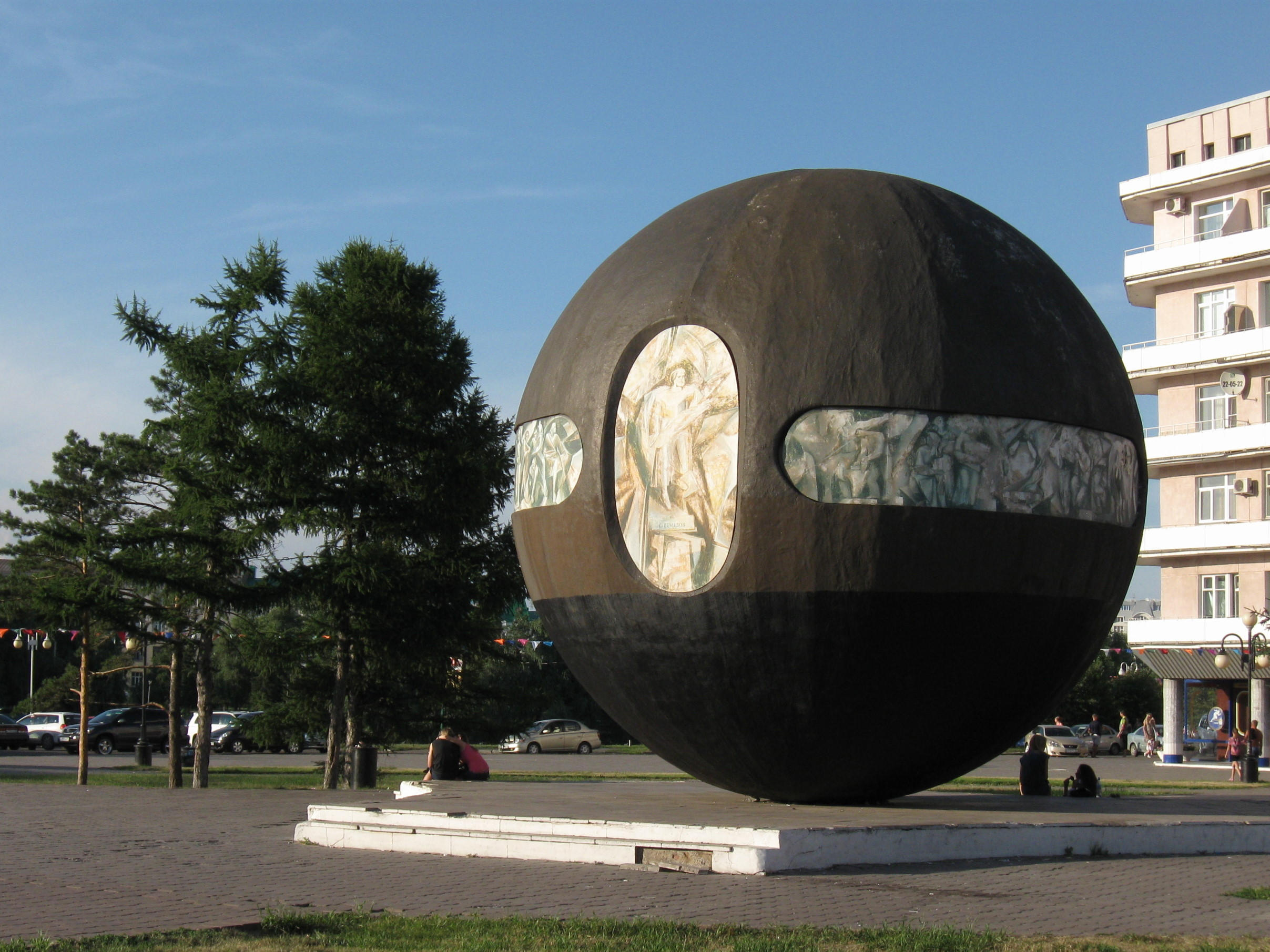
Omsker Gründungsdenkmal